# Satanta (wódz)

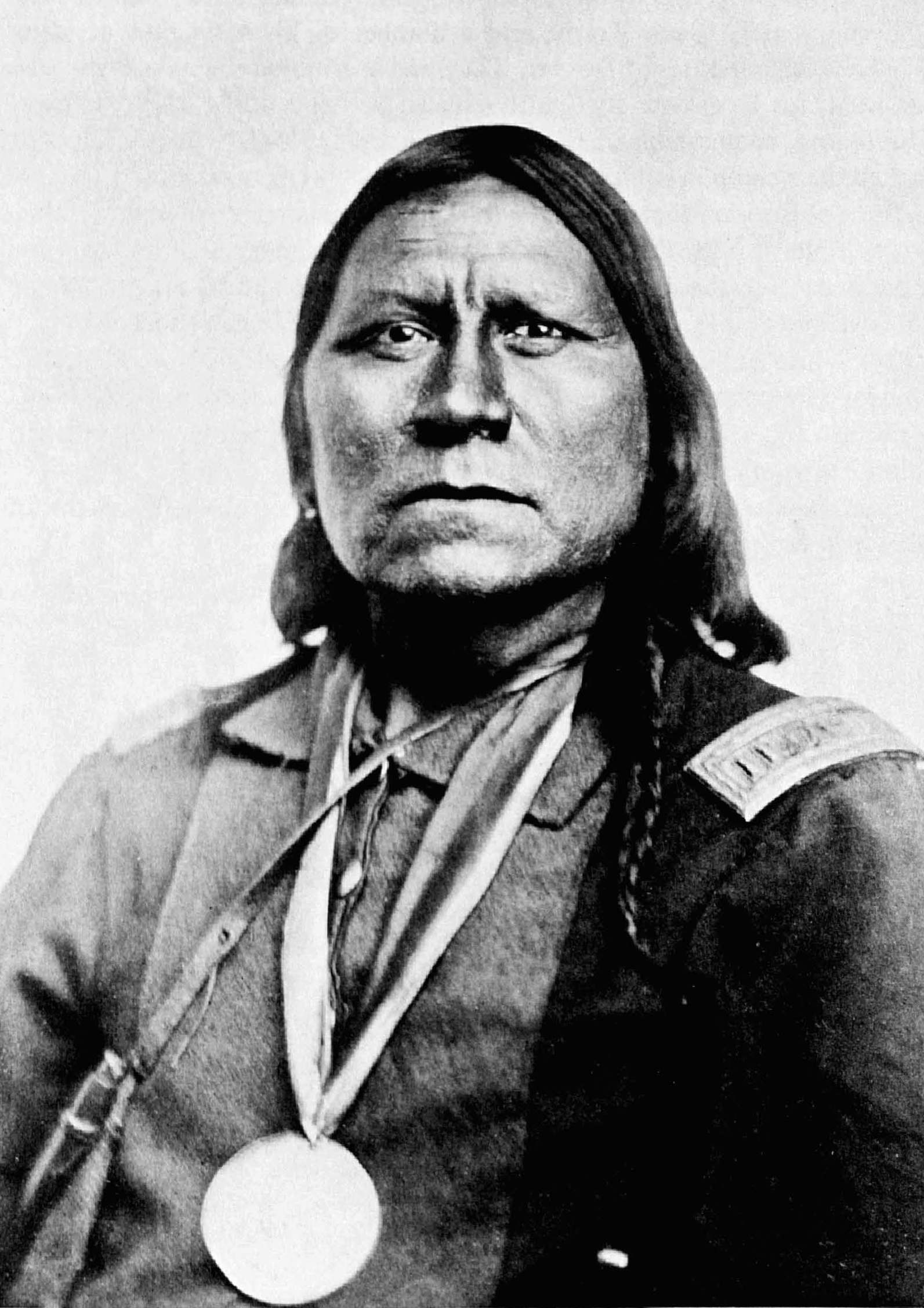
Satanta

Satanta (ur. ok. 1830, zm. 11 października 1878) – wódz północnoamerykańskiego plemienia Kiowa, znany jako „mówca prerii”. Był jednym z sygnatariuszy traktatu zawartego w roku 1867 w Medicine Lodge, na mocy którego jego lud zmuszony został do zamieszkania w rezerwacie. Gdy zbuntował się protestując przeciw nieznośnym warunkom bytowania, został aresztowany przez podpułkownika George’a Custera i osadzony w więzieniu, gdzie popełnił samobójstwo.
Jego imieniem nazwano miasto Satanta w stanie Kansas.